# Hollis (Oklahoma)
Pour les articles homonymes, voir Hollis.
La ville américaine de Hollis est le siège du comté de Harmon, dans l’État d’Oklahoma. Lors du recensement de 2010, elle comptait 2 606 habitants.

## Source
- (en) Cet article est partiellement ou en totalité issu de l’article de Wikipédia en anglais intitulé « Hollis, Oklahoma » (voir la liste des auteurs).